# پنلوپه (فیلم ۱۹۷۸)
«پنلوپه» (اسلواکی: Penelopa) یک فیلم به کارگردانی اشتفان اوهر است که در سال ۱۹۷۸ منتشر شد.